# Paralebedella schultzei
Paralebedella schultzei is een vlinder uit de familie van de Metarbelidae. De wetenschappelijke naam van de soort is voor het eerst gepubliceerd in 1905 door Per Olof Christopher Aurivillius.
Deze soort komt voor in Niger, Sierra Leone en Congo-Kinshasa.